# Instituto Broad
El Instituto Broad del MIT y Harvard (The Broad Institute of MIT and Harvard en inglés) es un instituto de investigación dedicado al estudio de genómica para las ciencias biomédicas.

## Historia
El Instituto Broad surgió tras una década de colaboraciones de investigación entre científicos del Instituto de Tecnología de Massachusetts (MIT) y de la Universidad de Harvard. Una de sus piedras angulares fue el Instituto Whitehead del MIT, fundado en 1982, uno de los centros más importantes para el estudio de la genómica y el Proyecto Genoma Humano. Desde 1995, los científicos del Instituto Whitehead habían iniciado proyectos piloto sobre medicina genómica, con la formación de una red de colaboración no oficial entre jóvenes científicos interesados en enfoques genómicos del cáncer y la genética humana.
Otra piedra angular fue el Instituto de Química y Biología Celular fundado por la Escuela de Medicina de Harvard en 1998 para desarrollar la genética química como disciplina académica. Su equipamiento para el filtrado genético (screening) fue uno de los primeros recursos de alto rendimiento abiertos a todo el mundo académico. Facilitó proyectos de detección de pequeñas moléculas a más de 80 grupos de investigación de todo el mundo.
Para crear una nueva organización que fuese abierta y colaborativa, interdisciplinar y capaz de organizar proyectos a cualquier escala, en 2002-2003 se realizó la planificación entre los filántropos Eli y Edythe Broad, el MIT, el Instituto Whitehead, la Universidad de Harvard y los hospitales de la Universidad de Harvard (en particular, el Beth Israel Deaconess Medical Center, el Brigham and Women's Hospital, el Children's Hospital Boston, el Dana-Farber Cancer Institute y el Hospital General de Massachusetts).
Los esposos Broad hicieron una donación fundacional de 100 millones de dólares y el Instituto Broad fue inaugurado oficialmente en mayo de 2004. En noviembre de 2005, los Broad hicieron una donación adicional de otros 100 millones de dólares para el Instituto. El 4 de septiembre de 2008, los Broad entregaron una dotación de 400 millones de dólares para que el Instituto Broad fuese una entidad permanente. La donación será administrada por la Universidad de Harvard.

## Programas de investigación y Estructura organizativa
Los programas de investigación del Instituto Broad incluyen:
- Programa para el estudio del cáncer
- Programa de genética médica y poblacional
- Programa de Biología Genómica y Transcriptómica (Cell Circuits)
- Programa de Biología Química
- Iniciativa para el estudio de Enfermedades Metabólicas
- Iniciativa para el estudio de Enfermedades Infecciosas
- Centro Stanley para Investigaciones Psiquiátricas.
- Biología Computacional y Bioinformática: análisis y secuenciación del genoma.
- Programa de Epigenómica

Las plataformas del Instituto Broad son equipos de científicos profesionales que se centran en el descubrimiento, desarrollo y optimización de herramientas tecnológicas que investigadores del Instituto o de otras instituciones utilizarán para llevar a cabo sus investigaciones. Las plataformas son:
- Plataforma de Genómica
- Plataforma de Imagen
- Plataforma de Perfil o Huella Metabólicos
- Plataforma de Proteómica
- Plataforma de ARNi
- Plataforma de Terapéutica
- Grupo de Proyecto de Terapéutica

## Personal
El personal del Instituto Broad incluye médicos, genetistas y biólogos moleculares, químicos y computacionales. El equipo director incluye diez miembros principales, cuyos laboratorios se encuentran principalmente en el Instituto Broad, y 135 miembros asociados, cuyos laboratorios principales se encuentran en alguna de las universidades u hospitales.
Los miembros principales del Instituto Broad actualmente son:
- David Altshuler, endocrinólogo clínico y especialista en genética humana, es director del programa de Genética médica y de Genética de poblaciones. Estudia la variabilidad genética humana y su aplicación al conocimiento de las enfermedades, utilizando las herramientas y la información del Proyecto Genoma Humano. En 2010, fue nombrado miembro del Instituto de Medicina (IOM), de la Academia Nacional de Ciencias de Estados Unidos.

- Paul Blainey, ingeniero biológico.

- Todd Golub, médico-investigador, es director del programa del Cáncer. Aplica herramientas genómicas para la clasificación y el estudio de los cánceres.

- Myriam Heiman, neurocientífica.

- Deborah Hung, bióloga química y médica especialista de enfermedades infecciosas, estudia las interacciones entre los patógenos y sus portadores, con el objetivo de descubrir nuevos blancos para los antibióticos.

- Steven Hyman, director del Centro Stanley para la Investigación Psiquiátrica.[10]

- Eric Lander, director del Instituto Broad. Genetista, biólogo molecular y matemático, Lander ha sido una fuerza impulsora en el desarrollo de la genómica y un líder destacado del Proyecto del Genoma Humano.

- Aviv Regev, biólogo computacional con intereses en redes biológicas, regulación de genes y evolución.

- Stuart Schreiber, director del programa de Biología Química. Ha desarrollado formas sistemáticas para explorar la biología, especialmente la biología de la enfermedad y el uso de pequeñas moléculas para el desarrollo de fármacos terapéuticos.

- Feng Zhang, neurocientífico especializado en el desarrollo de herramientas para editar el ADN y la combinación de los modelos de células madre y células animales. Aplica la biología sintética al estudio de la función del sistema nervioso y las enfermedades.

## Ubicación
La primera ubicación del Instituto Broad fue en el 320 de Charles Street en Cambridge, Massachusetts, donde es reconocido como uno de los más grandes centros de secuenciación de genomas en el mundo.[cita requerida]
En febrero de 2006 una parte del Instituto Broad fue relocalizado en un nuevo edificio situado en el 7 de Cambridge Center, que linda con el Instituto Whitehead para Estudios Biomédicos. Este edificio de siete pisos contiene no solo áreas de laboratorio sino también espacio para oficinas; en esta área también se puede encontrar un pequeño museo y una cafetería.